# Alejandro Narváez
Alejandro Narváez Liceras (Antabamba; Apurímac, 10 de febrero de 1953) es un doctor en ciencias económicas, docente universitario y político peruano. Es el actual presidente del directorio de Petroperú desde el 8 de noviembre del 2024, cargo que también ejerció entre 2003 y 2005.

## Biografía
Alejandro Narváez nació el 10 de febrero de 1953 en la ciudad de Antabamba, ubicado en el departamento de Apurímac.
Es doctor en Ciencias Económicas y Empresariales por la Universidad Autónoma de Madrid y cuenta con más de 20 años de experiencia profesional y académica en el sector público y privado. Es máster en Auditoría Económica por el Instituto Universitario de Administración de Empresas de la UAM y y obtuvo un diplomado en Finanzas Internacionales en la Escuela de Economía de Madrid en 1987.
De regreso al Perú, Narváez se desempeñó como profesor principal de la Universidad del Pacífico y de la Universidad Nacional Mayor de San Marcos. Asimismo, fue rector de la Universidad Nacional Micaela Bastidas de Apurímac y actualmente es profesor asociado en la Pontificia Universidad Católica del Perú.
Como funcionario público ejerció el cargo de director ejecutivo del Fondo de Cooperación para el Desarrollo Social (FONCODES) entre mayo del 2002 y julio del 2003, donde obtuvo resultados sobresalientes. El 3 de septiembre del 2003, durante el gobierno de Alejandro Toledo, Alejandro Narváez fue designado como presidente del directorio de Petroperú, ejerciendo el cargo hasta el 20 de marzo del 2005 y siendo reemplazado por Róger Arévalo Ramírez.
Desde abril del 2005 hasta julio del 2007, militó en el partido Perú Posible. Luego en las elecciones generales del 2006, Narváez integró la plancha presidencial de Alberto Moreno por el Movimiento Nueva Izquierda, quien quedó en el decimosegundo lugar. Postuló también al Congreso de la República del Perú ese mismo año y luego en 2021 por el partido Juntos por el Perú, ambas ocasiones sin éxito.
Desde 2024 fue designado como miembro del directorio de Petroperú. Sin embargo el 8 de noviembre de ese mismo año, tras la renuncia de Oliver Stark, Alejandro Narváez asumió nuevamente la presidencia de Petroperú, siendo esta vez nombrado por el gobierno de Dina Boluarte. No obstante, su nombramiento generó polémicas debido a que Narváez está afiliado a Juntos por el Perú, partido político opositor al gobierno de Boluarte, y por una condena de 6 meses de prisión condicional por el delito de presunta violación sexual.